# Чарыев, Керемли
Керемли́ Чары́ев (туркм. Keremli Çaryýew, 29 октября 1992) — туркменский хоккеист, вратарь.

## Биография
Керемли Чарыев родился 29 октября 1992 года.
С 2013 года играет в хоккей с шайбой за «Галкан» из Ашхабада. В его составе четырежды выигрывал чемпионат Туркменистана (2014—2015, 2018—2019). В 2016 и 2019 годах стал лучшим вратарём чемпионата страны. В январе 2017 года был признан лучшим вратарём Кубка МВД.
В 2017 году вошёл в состав сборной Туркменистана по хоккею с шайбой на зимних Азиатских играх в Саппоро и выиграл турнир в первом дивизионе. Участвовал во всех трёх матчах.
Дважды участвовал в чемпионатах мира. В 2018 году провёл три матча в квалификации третьего дивизиона, которую сборная Туркменистана выиграла, в 2019 году — пять матчей в третьем дивизионе, где туркменские хоккеисты заняли третье место.